# Seymour (Connecticut)
Seymour es un pueblo ubicado en el condado de New Haven en el estado estadounidense de Connecticut. En el año 2005 tenía una población de 16,144 habitantes y una densidad poblacional de 427 personas por km².

## Geografía
Ashford se encuentra ubicado en las coordenadas 41°23′03″N 72°05′13″O / 41.38417, -72.08694.

## Demografía
Según la Oficina del Censo en 2007 los ingresos medios por hogar en la localidad eran de $52,408 y los ingresos medios por familia eran $65,012. Los hombres tenían unos ingresos medios de $46,171 frente a los $32,186 para las mujeres. La renta per cápita para la localidad era de $24,056. Alrededor del 3.7% de la población estaban por debajo del umbral de pobreza.